# Üzümdere, İbradı
Üzümdere là một xã thuộc huyện İbradı, tỉnh Antalya, Thổ Nhĩ Kỳ. Dân số thời điểm năm 2011 là 112 người.